# مقاطعة لورينس (داكوتا الجنوبية)
لورينس (بالإنجليزية: Lawrence)‏ هي إحدى مقاطعات ولاية داكوتا الجنوبية في الولايات المتحدة الأمريكية.